# نبيل أبو عمشة
نبيل أبو عَمْشَة (ولد عام 1958م) عالم نحوي وصرفي سوري فلسطيني الأصل، وباحث محقِّق، وأستاذ بجامعة دمشق. تولَّى رئاسة قسم اللغة العربية بدمشق سنوات، ومثلَ ذلك في جامعة صنعاء. خبير في لجنة الألفاظ والأساليب بمَجمَع اللغة العربية بدمشق من 2008 إلى 2011، وانتُخب عام 2023 عضوًا مراسلًا بالمَجمَع.

## ولادته وتحصيله
وُلِدَ نبيل بن محمد أبو عمشة في بلدة الحِمَّة في سورية عام 1958، وهو فلسطيني الأصل، سوري الولادة والنشأة والإقامة.
حصل على إجازة (ليسانس) في اللغة العربية وآدابها، من جامعة دمشق عام 1979، برتبة الأوَّل على دُفعته وتقدير جيد جدًّا. وعلى (دبلوم) الدراسات العليا في اللغة العربية وآدابها (شعبة الدراسات اللغوية)، عام 1980، بتقدير جيد جدًّا.
وعلى درب التحصيل العلمي نال شهادة (ماجستير) في اللغة العربية وآدابها، في تخصُّص النحو والصرف، من جامعة دمشق عام 1986، بتقدير امتياز، بإشراف د. شاكر الفحام، وعنوان رسالته: "غُنية الأرِيب عن شروح مُغني اللبيب للأنطاكي - دراسة وتحقيق". ثم شهادة (دكتوراه) في اللغة العربية وآدابها، في تخصُّص النحو والصرف، من جامعة دمشق عام 1989 بتقدير شرف، بإشراف د. عبد الحفيظ السَّطْلي، وموضوع أطروحته بعنوان: (شرح الشَّافية للجارَبَرْدي - دراسة وتحقيق). وأشرف عليه عمليًّا في مرحلتي الماجستير والدكتوراه أستاذه العلَّامة أحمد راتب النفَّاخ الذي لازمه في الجامعة وخارج الجامعة، وتخرَّج بعلمه وبصيرته في العربية.

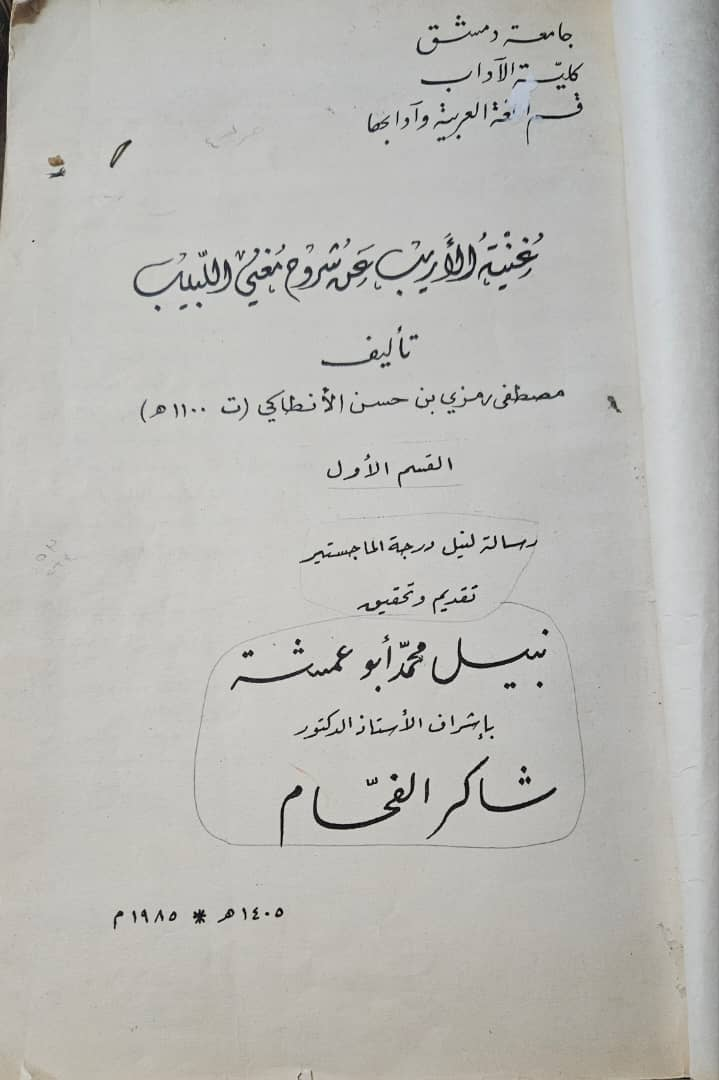
غلاف رسالة الماجستير

اشتَهَر بين الأدباء الفلسطينيين في مخيَّم اليرموك بمكتبته الخاصَّة، وهو من أبرز الشخصيات الثقافية التي تركت بصَمات واضحة أثَّرت في وِجدان الفلسطينيين في المخيَّم.

## أساتذته
- أحمد راتب النفَّاخ.[4]
- شاكر الفحام.
- عبد الحفيظ السطلي.
- عاصم بهجة البَيطار.
- مازن المبارك.

## عمله ونشاطاته
عمل عضوًا في هيئة التدريس في قسم اللغة العربية بكلية الآداب في جامعة دمشق، منذ عام 1991. وأُعير إلى جامعة صنعاء، وتولَّى رئاسة قسم اللغة العربية في كلية التربية بعِمران، من 1996 إلى 2000. ورأسَ قسم اللغة العربية في جامعة دمشق من 2007 إلى 2011. وتولَّى رئاسة قسم اللغة العربية في جامعة بلاد الشام من 2015 حتى 2022.

### خبراته وعضوياته
- خبير في شعبة اللغة العربية في قسم اللغة العربية بهيئة الموسوعة العربية، من 2004 إلى 2009.
- خبير في لجنة الألفاظ والأساليب في مجمع اللغة العربية بدمشق، من 2008 إلى 2011.[5]
- عضو في هيئة تحرير مجلة التراث العربي الصادرة عن اتحاد الكتَّاب العرب بدمشق، منذ 2018.
- رئيس تحرير مجلة جامعة دمشق للآداب والعلوم الإنسانية، منذ 2021.
- عضو مراسل بمَجمَع اللغة العربية بدمشق، منذ 2023.[6]

## كتبه وآثاره

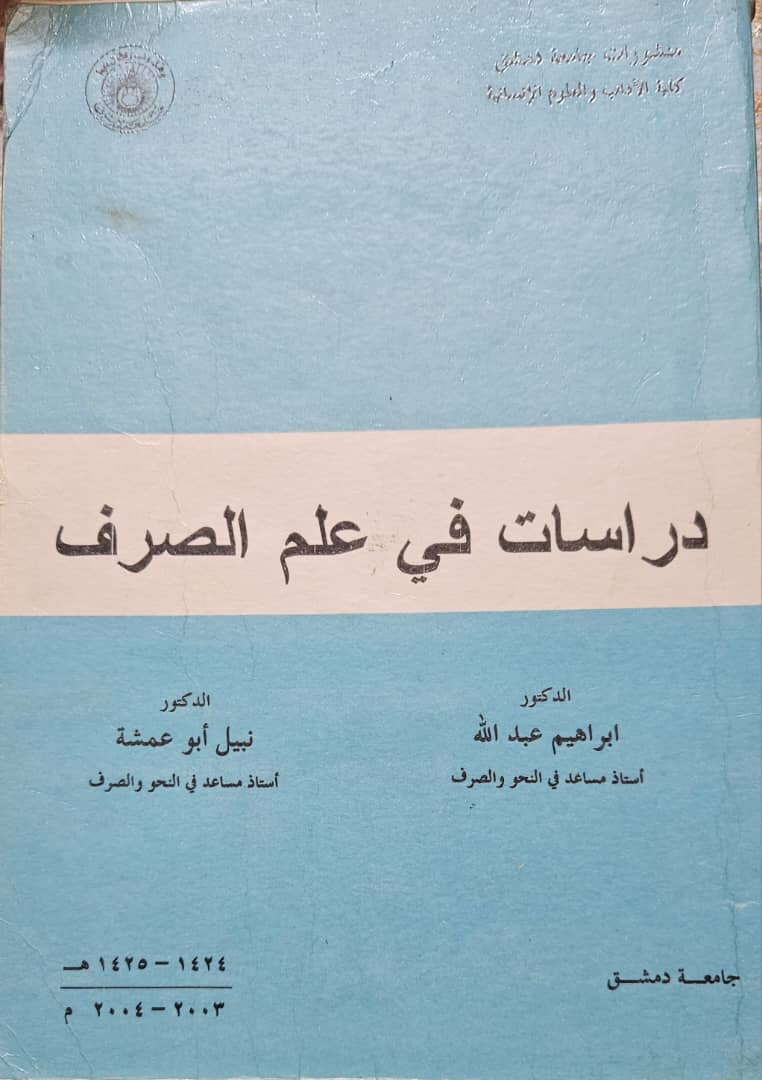

### المؤلفات
1. "تطبيقات نحوية وصرفية" بالاشتراك، دار الرِّحاب بدمشق، 1997.
2. "التطبيق النَّحْوي" بالاشتراك، دار الرِّحاب بدمشق، 2001.[7]
3. "دراسات في علم الصَّرف" بالاشتراك مع د. إبراهيم عبد الله، جامعة دمشق، 2003.[8]
4. "النحو على مستوى الجملة"، جامعة دمشق، 2004.
5. "النحو العربي" بالاشتراك مع د. علي أبو زيد، 2011.
6. "النحو على مستوى النص: لغة عربية (2)" بالاشتراك مع محمد عطا موعد، جامعة دمشق، 2016.[9]

### التحقيقات

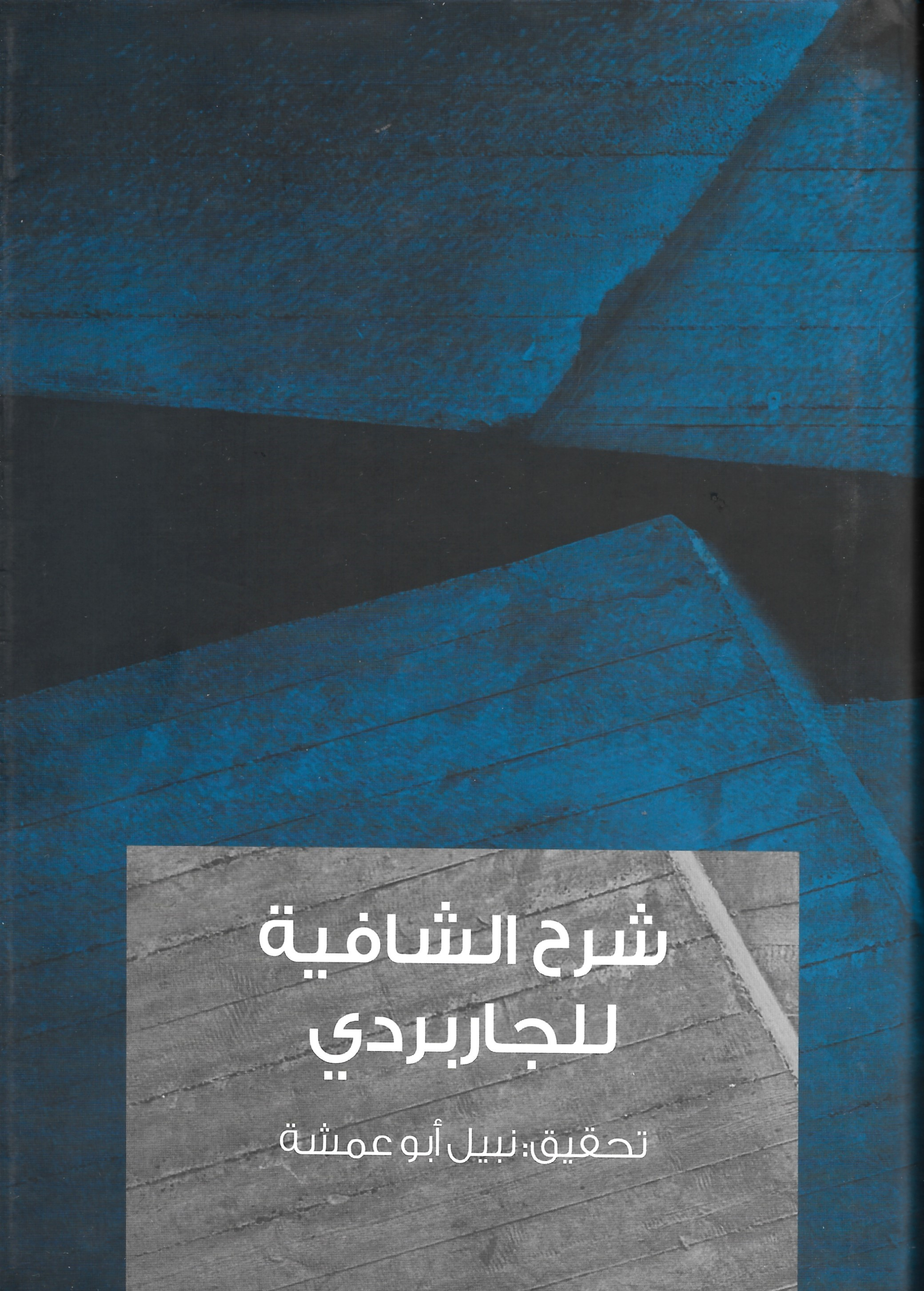

1. "أعيان العصر وأعوان النصر" لصلاح الدين الصَّفَدي، بالاشتراك مع د. علي أبو زيد، ود. محمد موعد، ود. محمود سالم محمد، دار الفكر بدمشق، 1998.[10]
2. "شرح الشافية" للجارَبَرْدي، هيئة أبو ظبي للسياحة والثقافة، دار الكتب الوطنية، 2014.[11]

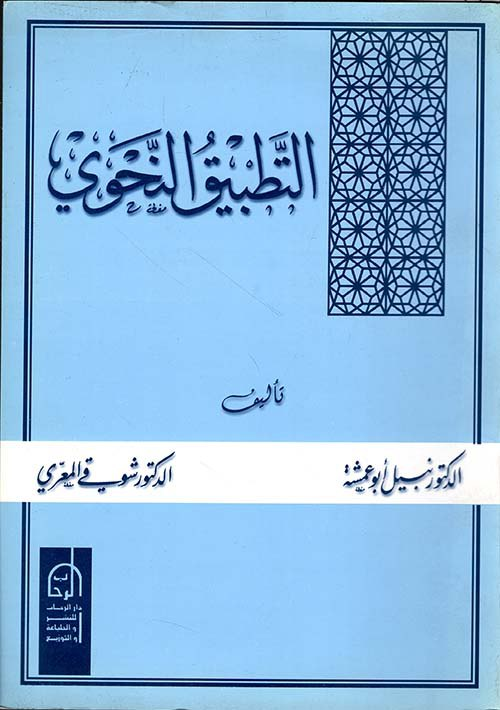
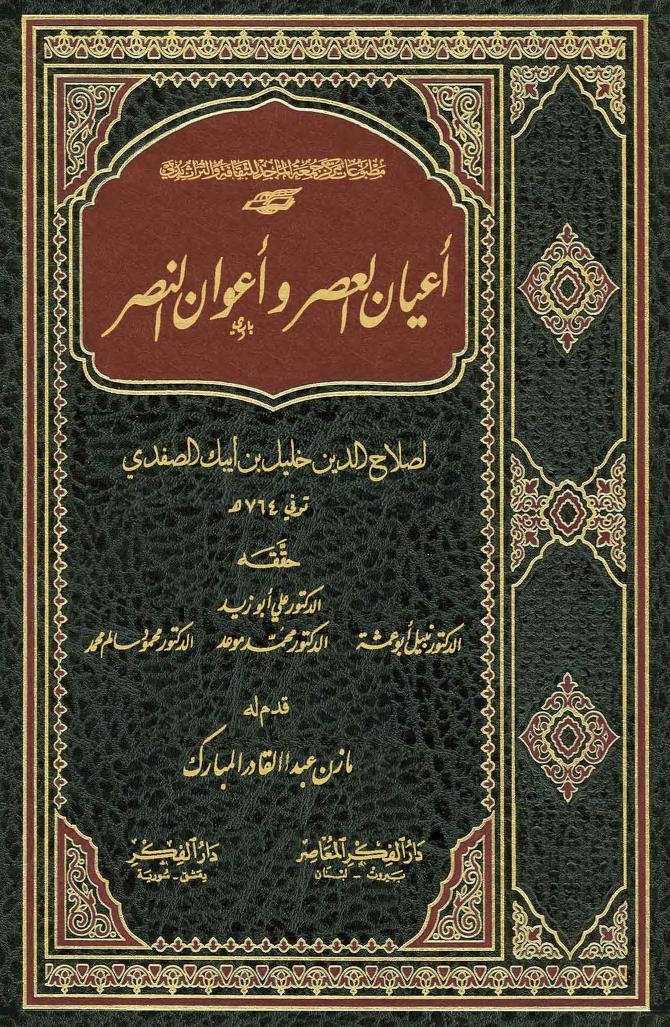

### التقديم والمراجعة
1. "الدرس النحوي في الأندلس من القرن السادس حتى نهاية القرن الثامن الهجريين" لأيمن هشام ياسين، (تقديم)، وِزارة الثقافة، منشورات الهيئة العامَّة السورية للكتاب بدمشق، 2015.[12]
2. "النحو والصرف" لعاصم بهجة البيطار، مراجعة بالاشتراك مع د. محمد شفيق البَيطار، جامعة دمشق، 2015. وحين تسلَّم رئاسةَ قسم اللغة العربية بجامعة صنعاء في اليمن قرَّره على طلَّابه هناك.[13]

### البحوث والمقالات
1. "ضرائر الشعر لابن عصفور الإشبيلي"، مجلة مجمع اللغة العربية بدمشق، العدد 1، المجلد 61، 1986.[14]
2. "تقدير الإعراب وتفسير المعنى عند أبي حيَّان الأندلسي في تفسير البحر المحيط، آيات من سورة البقرة أنموذجًا"، بالاشتراك مع صالح الجمعان، مجلة جامعة دمشق للآداب والعلوم الإنسانية، مجلد 39، عدد1، 2023.[15][16]
3. "نظرات في كتاب جِناية سيبويه"، مجلة التراث العربي، اتحاد الكتَّاب العرب، العدد 93- 94، آذار- حَزِيران 2004.[17]
4. "أثر مصنَّفات ابن مالك في مغني اللبيب ممَّا لم يصرِّح به ابن هشام"، مجلة جامعة دمشق للآداب والعلوم الإنسانية، المجلد 20، العدد 3-4، عام 2004.[18]
5. ترجمات وبحوث منشورة في الموسوعة العربية بين عامي 2004 و2009 لأعلام كُثْر، منهم:[19]

- الحسن بن صافي ملك النُّحاة
- القزاز
- ابن قُتَيبة
- أبو علي القالي
- أبو علي الفارسي
- ابن عَقِيل
- ابن عُصْفور
- الطبرسي
- الشهاب الخَفاجي
- ابن القَطَّاع الصِّقِلِّيُّ
- قُطْرُب
- الكِسائي
- ابن مَنظُور
- المُفضَّل بن سَلَمة
- عبد القادر المَغرِبي
- المُطَرِّزي
- ابن مُجاهد
- ابن مالك
- اللَّحْن في اللغة
- ابن كَيْسان
- ابن الشجري
- ابن سِيدَه
- علم النحو
- النحَّاس
- ابن مَضاء
- كعب بن سعد الغَنَوي
- عيسى بن عُمَر الثَّقَفي
- عبد السلام هارون
- زكي المَحاسِني
- سلمى الحفار الكُزْبَري
- ابن هشام
- يحيى اليزيدي
- يونُس بن حَبيب
- الزجَّاج
- أحمد راتب النفاخ
- فريتس كْرِنْكُو
- ابن مَيمُون (محمد بن المبارك)
- المرزوقي
- المرادي
- العُماني الرَّاجِز
- الشُّمُنِّي
- ابن فارس

### رسائل جامعية أشرف عليها
أشرف على عشرات رسائل الماجستير والدكتوراه في الجامعات السورية، ومنها:
1. "كتب غريب اللغة وأثرها في العربية": ماجستير، للطالبة فاتن كوكة، 2004.
2. "الظواهر النحوية والصرفية في شعر المتنبي": دكتوراه، للطالب عبد الجليل يوسف بدا، 2004، طُبعت في المكتبة العصرية 2006.
3. "الأصول النحوية والصرفية في الحُجَّة لأبي علي الفارسي (ت 377 هـ)"، للطالب محمد عبد الله قاسم، 2005، طُبعت في دار البشائر بدمشق 2008، في مجلَّدين.
4. "القراءات العشر في ضوء الدرس الصرفي": دكتوراه، للطالب حمود ناصر علي نصَّار، 2006.
5. "أثر الأخفش في الحُجَّة للفارسي": دكتوراه، للطالب محمد عبد الله قاسم، نُشرت في مجلة جامعة دمشق للآداب والعلوم الإنسانية. المجلد 22 ، العدد 1-2، 2006.
6. "كتاب سيبويه وأثره في نحاة الكوفة حتى القرن الرابع الهجري": دكتوراه، للطالب طاهر محمد الهمس، 2007.
7. "تعقُّبات السِّيرافي (368 هـ) النحوية للبصريين في شرحه لكتاب سيبويه - المبرد (285 هـ) نموذجًا"، للطالب أحمد عبد الكافي المُرعِب، نُشر في مجلة جامعة البعث للعلوم الإنسانية، المجلد 40، العدد 71، 2018.
8. "تعقُّبات أبي بكر ابن إدريس في كتابه (المختار في معاني قراءات أهل الأمصار) على الفرَّاء": دكتوراه، للطالبة هنوف العبد العزيز، نُشرت في مجلة جامعة دمشق للآداب والعلوم الإنسانية، المجلد 40، العدد 3، 2024.[21]

## قيل فيه
- يقول تلميذه الكاتب الباحث أيمن ذو الغنى:[22] | نبيل أبو عمشة | درَّسَنا أستاذُنا الدكتور نبيل أبو عمشة النحو في كلية الآداب بجامعة دمشق؛ في السنة الأولى كتاب أستاذنا عاصم بهجة البَيطار "النحو والصرف"، وفي السنة الثالثة مادَّة الأدوات النحوية من كتاب مغني اللبيب عن كتب الأعاريب.. كان يدخل قاعة المحاضرة وليس معه كتابٌ ولا دفتر ولا حتى وُرَيقة، ويلقي علينا من حِفظه وكأن "مغني اللبيب" قد نُقِش في صدره كما نُقِشت أم الكتاب في الصُّدور! | نبيل أبو عمشة |

## حياته الشخصية
تزوَّج نبيل أبو عمشة مرَّتين، وهو رجل مِذْكار لم يُرزَق من زوجتَيه سوى الذكور.
زوجته الثانية هي الدكتورة سناء ناهض الريِّس النحوية والعالمة السورية الفلسطينية. وُلدت بدمشق عام 1973، وتخرَّجت في جامعتها بمرتبة الأولى على دُفعتها، ونالت منها شهادة (دكتوراه) عام 2012، وعملت مدرِّسة بالمعهد العالي للترجمة الفورية، وفي جامعة دمشق - فرع القنيطرة. لها من الكتب: "ظواهر الاتِّساع وأثرها في ضبط القاعدة النحوية" وهي أطروحتها للدكتوراه، وتحقيق "شرح بانت سعاد لابن هشام".

## الملاحظات
1. ↑  ذكر أحمد العلاونة في ترجمته له في كتابه "الزوجان العالمان" أنه وُلِدَ في مخيم اليرموك بدمشق.
2. ↑   ذكر العلاونة أن أبو عمشة رأَس قسم اللغة العربية بجامعة دمشق عام 2009!

## وصلات خارجية
- بحوث د. نبيل أبو عمشة في الموسوعة العربية
- قائمة كتب د. نبيل أبو عمشة ورسائله الجامعية في الفهرس العربي الموحد